# George Hyndes
George Hyndes (Lurgan, 1939. október – 2010) északír nemzeti labdarúgó-játékvezető.

## Pályafutása

### Nemzeti játékvezetés
Ellenőreinek, sportvezetőinek javaslatára lett az I. Liga játékvezetője. Az aktív nemzeti játékvezetéstől 1987-ben vonult vissza.

#### Nemzeti kupamérkőzések
Vezetett Kupa-döntők száma: 1.

##### Északír-kupa
| Időpont        | Helyszín                      | Mérkőzés típusa | Mérkőzés                | Eredmény | Nézők száma |
| -------------- | ----------------------------- | --------------- | ----------------------- | -------- | ----------- |
| 1987. május 2. | Windsor Park Stadion, Belfast | döntő           | Glentoran FC – Larne FC | 1 – 0    | 10 000      |

#### Nemzetközi játékvezetés
Az Északír labdarúgó-szövetség Játékvezető Bizottsága (JB) terjesztette fel nemzetközi játékvezetőnek, a Nemzetközi Labdarúgó-szövetség (FIFA) 1985-től tartotta nyilván bírói keretében. Több nemzetek közötti válogatott és klubmérkőzést vezetett, vagy működő társának partbíróként segített. Az aktív nemzetközi játékvezetéstől 1985-ben búcsúzott. Válogatott mérkőzéseinek száma: 1.

## Sportvezetőként
Aktív pályafutását befejezve az Északír Labdarúgó-szövetség (JB keretében játékvezető ellenőrként tevékenykedett.

## Statisztika

### Nemzetközi válogatott mérkőzése
| #  | Dátum             | Helyszín             | Hazai | Eredmény | Vendég       | Kiírás     | Gólok | Esemény |
| -- | ----------------- | -------------------- | ----- | -------- | ------------ | ---------- | ----- | ------- |
| 1. | 1985. október 16. | Cardiff, Ninian Park | Wales | 0 – 3    | Magyarország | barátságos | -     |         |
|    | Összesen          |                      |       | 1        | mérkőzés     |            |       |         |